# Jana Hliňáková
Jana Hliňáková (8. ledna 1927 Košice – po roce 1981?) byla slovenská herečka působící v Česku.
V roce 1951 vystudovala činoherní herectví na Divadelní fakultě Janáčkovy akademie múzických umění v Brně. V letech 1950–1951 hrála v Těšínském divadle, po absolutoriu si našla angažmá v Divadle bratří Mrštíků v Brně. V roce 1962 začala působit v Divadle pracujících v Gottwaldově, kde hrála ještě v roce 1979.
Ve filmu se poprvé objevila ve snímku O kolečku, peru a vařiči (1950). Diváci ji mohli vidět i v televizních seriálech Slovácko sa nesúdí (1974) a Léto s Katkou (1975) a třídílné inscenaci namířené proti poúnorové emigraci Opustíš-li mne… (1979).